# Sonate voor viool en piano nr. 2 (Hurum)
Alf Hurum voltooide zijn Sonate voor viool en piano nr. 2 in 1915. Het werk is grotendeels in Berlijn geschreven. Dat zal een van de redenen zijn dat de muziek steeds minder op die van Claude Debussy leek, Hurum koos voor een meer Noors/Duitse kant. Het werk werd gespeeld tijdens een aantal concertavonden waarbij de muziek van Hurum centraal stond. Het werk kreeg zijn première op 4 januari 1916 in Bergen. De affiche voor de concertavond in Oslo van 3 februari 1916 vermeldde echter ook "1e Gang" (eerste uitvoering). Op beide avonden kon Hurum kiezen uit enige Noorse stermusici van toen. Arve Arvesen speelde de vioolpartij in deze sonate begeleid door Hurum zelf. Ook Nils larsen speelde die avonden een aantal werkjes van Hurum.
Hjalmar Borgstrøm (componist en recensent) recenseerde de avond in Oslo de volgende dag in Aftenposten en was gematigd positief, vooral dankzij het min of meer loslaten van de impressionistische stijl.
De sonate bestaat uit vier delen:
- Allegro risoluto
- Andantino dolorosa
- Scherzo - Allegro vivace
- Andantino patetico – Allegro appasionato

Het werk is opgesteld in a mineur (begindeel), terwijl het werk besluit in e mineur.